# مغالطة الضرورة
مغالطة الضرورة هي مغالطة في منطق القياس حيث توضع درجة من الضرورة غير المضمونة في الاستنتاج.

## مثال
أ)العزّاب غير متزوجين بالضرورة
ب)جون عازب
ج)بالتالي لا يمكن لجون أن يتزوج
على ما يبدو، فالحالة الأولى حشو بلاغي ولكنه صحيح، بينما الحالة الثانية هي سرد لحقيقة بخصوص جون تجعله خاضعا للحكم الموجود في الحالة الأولى وهي إعلان أن جون عازب والحالة الأولى تعلن أن كل العزاب غير متزوجين.
لأن الحالة الثالثة تفترض أن الحالة الثانية ستكون صحيحة دائما، فهي مغالطة ضرورة. جون حر بالتأكيد في التوقف عن كونه عازبا ببساطة من خلال الزواج، وإذا فعل ذلك فإنه يتوقف عن كونه عازبا. بصورة رسمية، فإن مثل هذه الحجج تراوغ بين ضرورة ما يُقال في الحالة الأولى وبين ضرورة الحالة الثالثة. تكون الحجة صحيحة فقط إذا كان كل من الحالة الأولى والحالة الثالثة أمرا واقعا ثابتا.